# 캘리포니아멧토끼
캘리포니아멧토끼 또는 검은꼬리잭토끼(Lepus californicus, 영어: black-tailed jackrabbit) 또는 아메리카 사막토끼(영어: American desert hare)는 토끼과에 속하는 포유류의 일종이다. 미국 서부 지역과 멕시코에서 흔히 발견되는 멧토끼이다. 해수면부터 해발 3,000m 높이까지 서식한다. 다 자라면 몸길이는 61 cm, 몸무게는 1.4~2.7 kg 정도가 된다. 검은꼬리잭토끼는 영양잭토끼와 흰꼬리잭토끼 다음으로 북아메리카에서 세번째로 큰 멧토끼이다.

## 아종
- Lepus californicus californicus
- Lepus californicus deserticola
- Lepus californicus insularis
- Lepus californicus madalenae
- Lepus californicus melanotis
- Lepus californicus texianus